# Giorgio Mele
Giorgio Mele (Roma, 3 marzo 1953) è un politico italiano.

## Biografia
Laureato in Filosofia, fa parte della direzione della rivista Critica marxista ed è autore di vari articoli politici e di saggi filosofici.
Nel 1970 si iscrive alla Federazione Giovanile Comunista Italiana e poi al Partito Comunista Italiano, dove ricopre vari incarichi sia nella organizzazione romana che nella direzione nazionale. Nel 1989 si schiera con la mozione di Pietro Ingrao e Aldo Tortorella contro lo scioglimento del PCI proposto da Achille Occhetto.
Dal 1993 diventa coordinatore nazionale dell'area di minoranza di sinistra nel PDS e poi nei Democratici di Sinistra fino al 2001. 
Eletto Senatore della Repubblica nella XIII e nella XV legislatura, nel 2007 non aderisce al Partito Democratico ed entra a far parte del gruppo di Sinistra Democratica per il Socialismo Europeo fino alla conclusione dell'esperienza del secondo governo Prodi. Dopo un'esperienza in Sinistra e Libertà aderisce alla Federazione della Sinistra.
Nel 2014 pubblica il libro "Per la scuola di tutti. Breve storia della scuola italiana".  
Nel 2017 partecipa alla fondazione di Sinistra Italiana.